# Rowen Fernandez
Rowen Fernandez (* 28. Februar 1978 in Springs, Gauteng) ist ein ehemaliger südafrikanisch-deutscher Fußballtorhüter.

## Laufbahn
Fernandez begann seine Laufbahn bei Wits University. 2001 wechselte er zu den Kaizer Chiefs. Zunächst war er nur Ersatzmann hinter Brian Baloyi. Im April 2003 wurde er von einer Spinne gebissen und fiel für den Rest der Saison aus. In der folgenden Saison profitierte er von einer Verletzung Baloyis. In dessen Abwesenheit erkämpfte er sich den Stammplatz im Tor. 2004 und 2005 wurde er mit dem Klub südafrikanischer Meister. 2006 gelang der Sieg im ABSA Cup.
Zur Saison 2007/08 erhielt Fernandez einen Drei-Jahres-Vertrag bei Arminia Bielefeld, den er am 22. Mai 2007 unterschrieb, und somit seinem ehemaligen Trainer Ernst Middendorp in die Bundesliga folgte. In Bielefeld sollte er den zu Borussia Dortmund gewechselten Marc Ziegler ersetzen. Sein Bundesliga-Debüt gab Fernandez am 24. November 2007 beim Auswärtsspiel in Bochum (0:3). Ende der Saison 2007/08 verdrängte er den langjährigen Torhüter Mathias Hain. Allerdings verlor er, aufgrund einer Knieverletzung, zu Beginn der nächsten Saison seinen Stammplatz an Dennis Eilhoff. Obwohl Fernandez in seinen ersten beiden Spielzeiten nicht langfristig über die Rolle des Ersatztorhüters hinaus kam, verlängerte er im Jahr 2009 seinen Vertrag bei der Arminia vorzeitig bis zum 30. Juni 2012.
Fernandez hat sich mit Elfmetertoren mehrmals in die Torschützenliste eingetragen. Im Februar 2007 gelang ihm sein erster Torerfolg aus dem Spiel in der Premier Soccer League, als er im Spiel gegen die Mamelodi Sundowns bei einem Elfmeter gegen seinen ehemaligen Konkurrenten Baloyi antrat. Zwar konnte dieser seinen Schuss parieren, den Nachschuss verwandelte Fernandez.
Fernandez debütierte im August 2004 in der südafrikanischen Nationalmannschaft. Der ehemalige Juniorennationalspieler hat seither 23 Länderspiele bestritten. Zur Weltmeisterschaft 2010 im eigenen Land wurde Fernandez allerdings zu Gunsten von Itumeleng Khune, Moeneeb Josephs und Shu-Aib Walters nicht berufen.
Im Dezember 2010 erhielt Fernandez die deutsche Staatsbürgerschaft. Im Januar 2011 wechselte er zum südafrikanischen Spitzenklub SuperSport United nach Pretoria.

## Erfolge
- Südafrikanischer Meister 2004 und 2005 mit den Kaizer Chiefs
- Südafrikanischer Pokalsieger 2006 mit den Kaizer Chiefs, 2012 mit dem SuperSport United
- Südafrikanischer Ligapokalvizesieger 2012 mit dem SuperSport United

## Trivia
- Fernandez’ Spitzname lautet „The Spider“ (manchmal auch „Die Spinne“ oder „Spider-Man“). Für den Namen gibt es zwei Gründe: Zum einen meinte sein erfahrener Torwartkollege in Fernandez’ ersten Profijahr, er sehe wie eine Spinne aus, da er zu dieser Zeit wenig Muskeln und sehr lange, dünne Arme und Beine hatte, zum anderen sei Fernandez nach einem Spinnenbiss fast gestorben.